# Сульфенільна група
Сульфенільна група, гідрокарбілсульфанільна група (рос. сульфенильная [гидрокарбилсульфанильные] группа, англ. sulfenyl [hydrocarbylsulfanyl] group) — група зі структурою RS– (R≠H). Термін походить від сульфенової кислоти, синонім — від сульфану H2S. Приміром, метан-сульфеніл, метилтіо- або метилсульфаніл CH3–S–.